# Urania

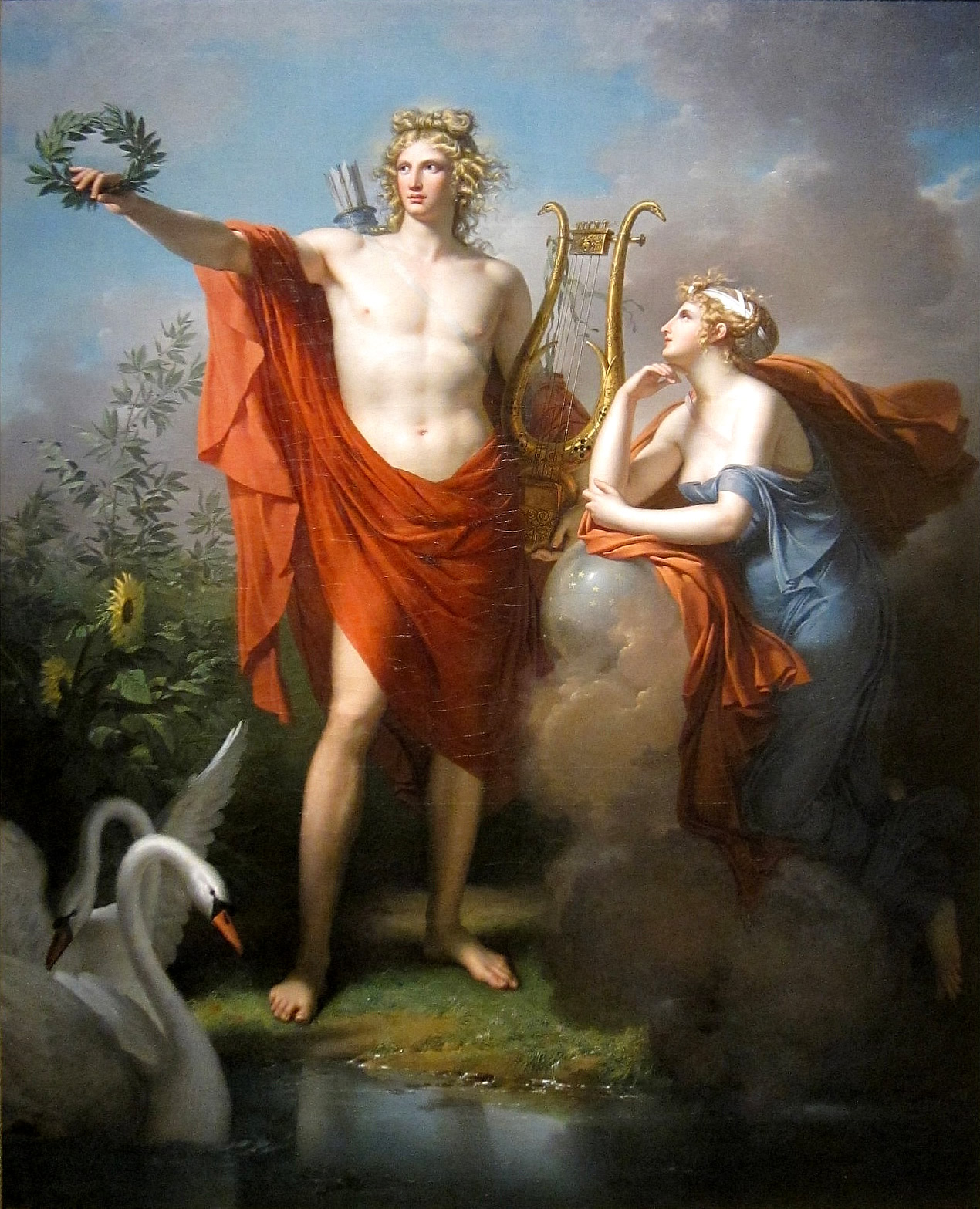
Dios Apolo junto a Urania, de Charles Meynier

Urania (en griego Οὐρανία, ‘celestial’) es la musa de la Astronomía. La genealogía más común la considera hija de su padre Zeus y Mnemósine aunque otras versiones la mencionan como hija de Urano y Gea. Urania es la madre de Lino («canto de lamento») cuyo padre era Apolo, Hermes o Anfímaro, hijo de Poseidón. Además, se dice que Apolo fue padre, con una de las «madres celestes (las musas)», de Lino, Yálemo («canción de suma tristeza») e Himeneo («canto nupcial»); algunas versiones hacen a este último el hijo de Apolo y Urania, aunque otras establecen que cada uno fue hijo de una musa diferente cuyas identidades no se han conservado.
A Urania también se la asoció posteriormente con tres musas menores hijas de Apolo (Nete, Mese e Hípate), cuyas atribuciones incluían tres cuerdas de la lira y los tres niveles en los que se dividía el cosmos (desde el mundo bajo la luna hasta las estrellas fijas en el firmamento).
Comúnmente se la representa vestida de azul, color que representa la bóveda celeste, teniendo cerca de sí un globo terráqueo, en el cual mide posiciones con un compás que lleva en una de sus manos. Tiene una corona o diadema formada por un grupo de estrellas, de las que también su manto va repleto. A sus pies, se encuentran esparcidos algunos instrumentos de matemáticas, razón por la cual algunos la consideran, de forma tácita, como musa de las matemáticas y de todas las ciencias exactas.

## Urania en el arte

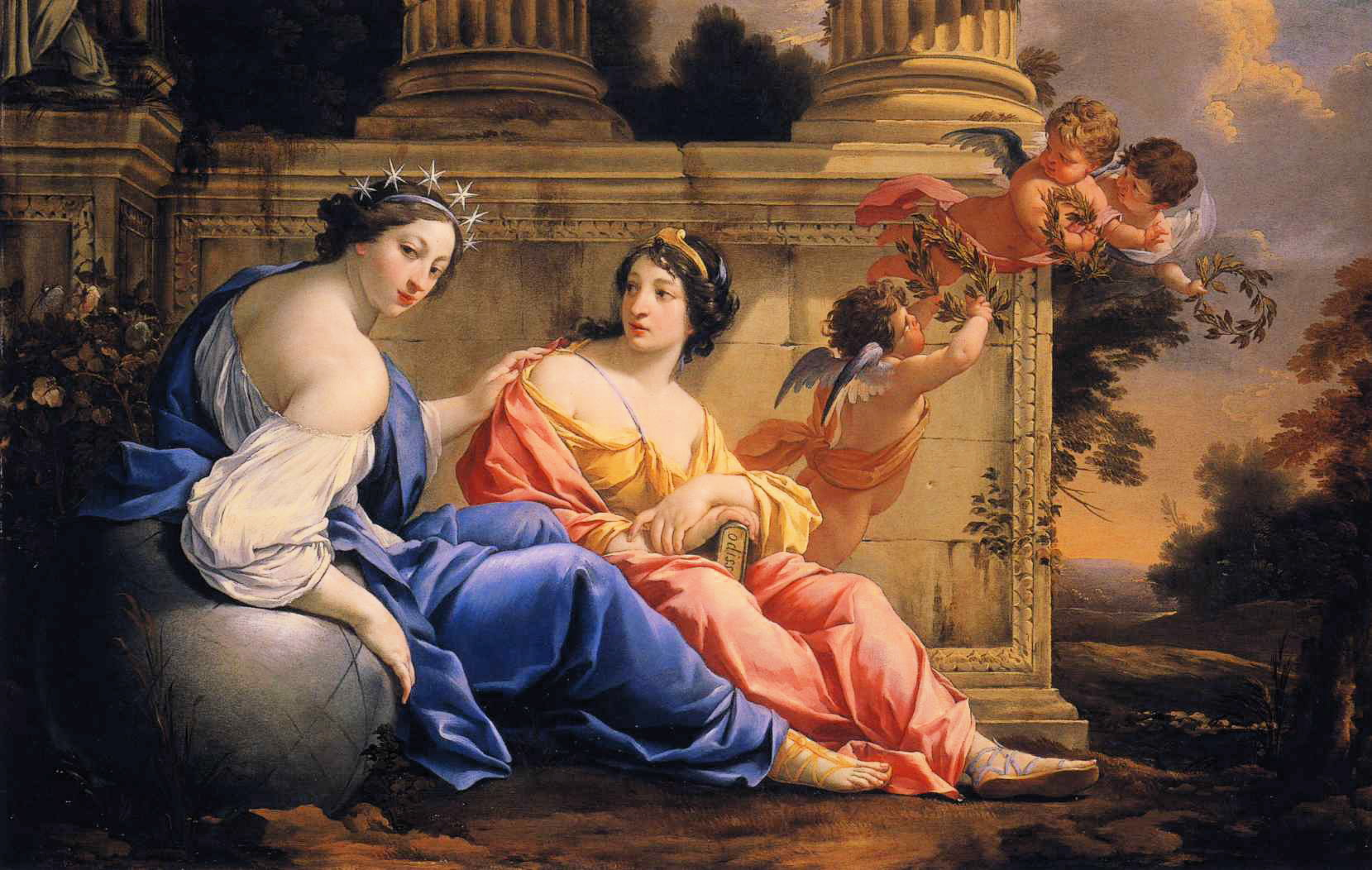
Las musas Urania y Calíope, de Simon Vouet.

La representación clásica de Urania procede principalmente del cuadro del pintor francés Simon Vouet (1590–1649) Las musas Urania y Calíope (1634) actualmente en la National Gallery of Art de Washington D. C.

## Influencia
Urania es un nombre común para observatorios astronómicos tales como el Urania de Berlín, Viena, Zúrich y Amberes. También da nombre al observatorio astronómico histórico de Tycho Brahe el Uraniborg. Ha inspirado el nombre de numerosas agrupaciones astronómicas amateur y de varios grupos esotéricos no forzosamente relacionados con la astrología.